# Грег Беър
Грег Беър (на английски: Greg Bear) е американско писател на произведения в жанра научна фантастика.

## Биография и творчество
Грег Беър е роден в Сан Диего, щат Калифорния. Има бакалавърска степен от университета в Сан Диего. Първото му произведение в жанра фантастика е публикувано през 1967 г. След 1975 г. започва професионално да се занимава с писателска дейност.
В началото на кариерата си Грег Беър пише традиционни фантастични разкази и новели и чак през 1980-те започва да пише по-мащабни произведения – научнофантастични романи. Носител е на премиите Хюго и Небюла.
Грег Беър е бил президент на Асоциацията на научнофантастичните писатели в Америка.

## Произведения

### Самостоятелни романи
- Hegira (1979)
- Psychlone (1979) – издаден и като „Lost Souls“
- Beyond Heaven's River (1980)
- Strength of Stones (1981)
- Blood Music (1985)
Кървава музика, изд.: ИК „Камея“, София (1997), прев. Юлиян Стойнов
- Country of the Mind (1988)
- Sleepside Story (1988)
- Dead Lines (1992) – издаден и като „Bear's Fantasies“
- Dinosaur Summer (1998)
- Vitals (2002)
- City at the End of Time (2008)
- Hull Zero Three (2010)

### Серия „Песни за земя и сила“ (Songs of Earth and Power)
1. The Infinity Concerto (1984)
2. The Serpent Mage (1986)

### Серия „Пътят“ (Eon)
1. Eon (1985)
Еон, изд.: ИК „Бард“, София (1995), прев. Юлиян Стойнов
2. Eternity (1988)
Вечност, изд.: ИК „Бард“, София (1996), прев. Юлиян Стойнов
3. Legacy (1995)

### Серия „Ковачницата на Бога“ (Forge of God)
1. The Forge of God (1987)
2. Anvil of Stars (1992)

### Серия „Кралицата на ангелите“ (Queen of Angels)
1. Queen of Angels (1990)
Кралицата на ангелите, изд.: ИК „Пан“, София (2001), прев. Здравка Евтимова
2. Heads (1990)
3. Moving Mars (1993)
Преместването на Марс, изд.: ИК „Бард“, София (1999), прев. Сибин Майналовски, Кремена Янкова
4. / Slant (1997)

### Серия „Дарвин“ (Darwin)
1. Darwin's Radio (1999)
Радиото на Дарвин, изд.: ИК „Бард“, София (2003), прев. Юлиан Стойнов
2. Darwin's Children (2001)

### Серия „Куонтико“ (Quantico)
1. Quantico (2005)
2. Mariposa (2009)

### Серия „Сага за предшествениците“ (Forerunner Saga)
1. Cryptum (2011)
2. Primordium (2012)
3. Silentium (2013)

### Серия „Кучетата на войната“ (War Dogs)
1. War Dogs (2014)
2. Killing Titan (2015)
3. Take Back the Sky (2016)

### Серия „Сборници разкази от Грег Беър“ (Complete Short Fiction of Greg Bear)
1. Just Over the Horizon (2016)
2. Far Thoughts and Pale Gods (2016)
3. Beyond the Farthest Suns (2016)

### Участие в общи серии с други писатели

#### Серия „Стар Трек“ (Star Trek: The Original Series)
15. Corona (1984)
от серията има още ? романа от различни автори

#### Серия „Втора трилогия за Фондацията“ (Second Foundation)
2. Foundation and Chaos (1998)
Фондацията и хаосът, изд.: ИК „Пан“, София (2000), прев. Светлана Комогорова – Комо
от серията има още 2 романа от различни автори